# Solanum annuum
Solanum annuum ist eine Pflanzenart aus der Gattung der Nachtschatten (Solanum). Innerhalb der Gattung wird sie in die Sektion Campanulisolanum eingeordnet.

## Beschreibung

### Vegetative Merkmale
Solanum annuum ist eine einjährige, krautige Pflanze, die Wuchshöhen von meist 5 bis 30 (selten bis 50) Zentimetern erreicht. Die schlanken, aufsteigenden Stängel sind längs gerillt oder schmal geflügelt. Die Behaarung ist mäßig mit auffälligen Ausstülpungen aus nicht-drüsigen Trichomen.
Die sympodialen Einheiten beinhalten ein oder zwei Laubblätter. Diese sind einfach, eiförmig bis elliptisch, 2,3 bis 7 Zentimeter lang und 0,8 bis 4 Zentimeter breit. Sie treten in zwei verschiedenen Formen auf, einige sind kleiner und weisen ganzrandige oder fein gesägte Blattränder auf, andere sind größer und sind stark fiederteilig bis fiederspaltig, nur selten sind auch nur ganzrandige Blätter zu finden. Die Behaarung ist spärlich bis dicht und besteht aus anliegenden, einfachen und einreihigen Trichomen auf der Blattspreite. Die Basis ist keilförmig zugespitzt, nach vorn sind die Laubblätter spitz. Der Blattstiel ist kürzer als 6 Millimeter und spärlich bis dicht behaart.

### Blüten
Der Blütenkelch ist 2,4 bis 3,5 (selten bis 3,8) Millimeter lang. Die Kelchzipfel ist 0,8 bis 1,3 (selten nur 0,7) Millimeter lang und 1,5 Millimeter breit, ein oder zwei sind etwas länger als die restlichen. Damit sind sie genauso lang oder etwas kürzer als die Kelchröhre. Ihre Form ist breit eiförmig, ihre Spitze ist stumpf. Die Krone misst 0,7 bis 0,8 (selten bis 1) Zentimeter im Durchmesser und ist meist 5 bis 6,2, selten 4 bis 8,1 Millimeter lang. Sie ist glockenförmig, lila gefärbt und weist auffällige Häutchen zwischen den einzelnen Kronlappen aus. Die Kronlappen sind auf den Außenseiten und den Rändern reichlich mit nichtdrüsigen Trichomen behaart.
Die Staubblätter sind an der Basis zu einer etwa 1,1 Millimeter langen Röhre verwachsen, die frei stehenden Teile der Staubfäden sind 0,8 bis 1,55 (selten bis 1,9) Millimeter lang. Die Röhre ist unbehaart, der Rest ist mit vielzelligen, warzigen, nichtdrüsigen Haaren besetzt. Die Staubbeutel sind klein, elliptisch und blass gelb. Sie werden 1,2 bis 2,7 × 1,9 Millimeter lang und öffnen sich über Poren, die sich mit der Zeit zu Längsschlitzen verlängern.
Der Fruchtknoten ist nahezu kugelförmig, unbehaart und enthält zwei Samenanlagen. Der Griffel ist 3,5 bis 4,5 (selten bis 5,5) Millimeter lang, gegliedert, zylindrisch und ist zur Spitze hin gebogen. Die untere Hälfte bis zwei Drittel sind mit einreihigen Trichomen behaart. Die Narbe misst 0,3 bis × 0,5 Millimeter und ist breiter als der Griffel, sie ist kopfig und an der Basis leicht gelappt.

### Früchte und Samen
Zur Fruchtreife vergrößert sich der Kelch und umschließt die Frucht teilweise. Die Kelchzipfel sind dann 3,2 bis 3,7 × 3,2 bis 4,7 Millimeter groß, sind mehr oder weniger gerundet, papierartig-trockenhäutig und zeigen keine sehr deutliche netzartige Aderung auf.
Die Frucht ist eine kugelförmige, kleine Beere mit einem Durchmesser von 0,25 Zentimetern, die ein oder zwei Samen enthält. Diese sind 2,6 bis 2,1 Millimeter lang, blass gelb, kugelförmig oder überdeutlich eiförmig. Die Samenhülle ist warzig, der Embryo gebogen.

## Vorkommen
Die Art ist im nördlichen Argentinien, in den Provinzen Jujuy, Salta, Tucumán und Catamarca verbreitet. Sie ist dort in Höhenlagen von 2100 bis 3300 Metern in den Prä-Puna und Puna zu finden.

## Systematik
Solanum annuum ist ein Mitglied der Sektion Chamaesarachidium der Gattung der Nachtschatten (Solanum). Molekularbiologische Untersuchungen ordnen diese Sektion in die Morelloid-Klade ein, welche Teile der Untergattung Solanum subg. Solanum enthält. Die mögliche Einordnung in die Sektionen Dulcamara oder Campanulisolanum wurde diskutiert, ist aber unter anderem durch morphologische Unterschiede nicht wahrscheinlich.

## Nachweise
- G.E. Barboza: Solanum annuum, Beschreibung bei PBI Solanum: A worldwide treatment (engl.), 2007. Abgerufen am 12. August 2012.